# روجر ولف خان
روجر ولف خان (بالإنجليزية: Roger Wolfe Kahn)‏ هو طيار وملحن وعازف جاز أمريكي، ولد في 19 أكتوبر 1907 في موريستاون في الولايات المتحدة، وتوفي في 12 يوليو 1962 في نيويورك في الولايات المتحدة بسبب نوبة قلبية.

## وصلات خارجية
- روجر ولف خان على موقع IMDb (الإنجليزية)
- روجر ولف خان على موقع ميوزك برينز (الإنجليزية)
- روجر ولف خان على موقع قاعدة بيانات برودواي على الإنترنت (الإنجليزية)
- روجر ولف خان على موقع ديسكوغز (الإنجليزية)
- روجر ولف خان على موقع قاعدة بيانات الفيلم (الإنجليزية)